# Guyana Defence Force Football Club
Maillots
Le Guyana Defence Force Football Club est un club de football guyanien basé à Georgetown. Il dispute ses rencontres à domicile au Georgetown Football Stadium et représente l'armée guyanienne.

## Histoire
Fondé en 1965, le club termine à la deuxième place du championnat, à l'issue de la saison 2009, ce qui lui permet de participer à la CFU Club Championship 2010, en compagnie du champion, Alpha United. Cinq ans plus tard, il réédite cette performance, en terminant à nouveau dauphin d'Alpha United, et accédant à la CFU Club Championship 2015. Son bilan continental est assez médiocre, avec trois défaites en quatre rencontres jouées. 
Il obtient enfin le titre de champion à l'issue de la saison 2016-2017 avant de décrocher son second titre en 2023.
Le club compte également à son palmarès une Mayors Cup, remportée en 2010 et un championnat de Georgetown, gagné en 1990.

## Palmarès
- Championnat du Guyana (3)
  - Vainqueur en 2017, 2023 et 2024

- Mayors Cup (1)
  - Vainqueur : 2010

- Championnat régional de Georgetown (1)
  - Vainqueur en 1990